# Civic Tower
La Civic Tower (aussi appelée Civic Center Towers ou Civic Towers) est un immeuble de bureaux de 15 ou 16 étages situé à Lagos au Nigeria. Il est situé à une courte distance du Civic Center sur l'avenue Ozumba Mbadiwe, à Victoria Island, à Lagos,,.